# エリザベト・ジャケ・ド・ラ・ゲール

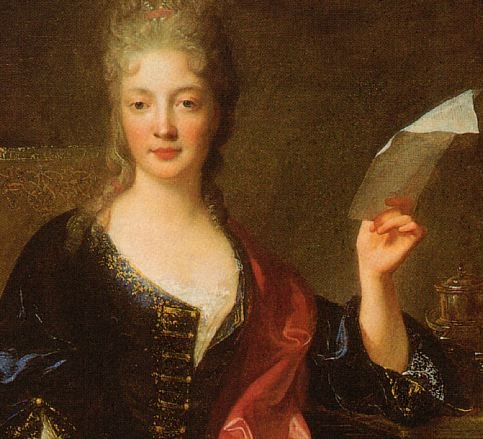
ジャケ・ド・ラ・ゲール像
フランソワ・ド・トロワ作

エリザベト＝クロード・ジャケ・ド・ラ・ゲール（Élisabeth-Claude Jacquet de la Guerre, 1665年3月17日洗礼、パリ – 1729年6月27日、パリ）は、フランス・バロック音楽の作曲家ならびにクラヴサン奏者。

楽器職人の家系ジャケ家の出身で、似たような生い立ちを持つオルガニスト、クラヴサン奏者のマラン・ド・ラ・ゲール（Marin de La Guerre、1656年 - 1704年）と結婚したため、このように長い姓となった。作曲家のルイ＝クロード・ダカンは夫の甥で、彼女が代母として名付け親となった。
神童と持て囃されてルイ14世に御前演奏を行い、それからヴィルトゥオーソとして、またルイ14世の寵臣として活動を続ける。1684年に結婚。
ジャケ・ド・ラ・ゲールは、当時の数少ない女性作曲家の一人であり、18世紀においては、バッハの従兄ヨハン・ゴットフリート・ヴァルターの力作『音楽事典』（Musicalisches Lexicon）においても評伝が載せられるほど名声があった。
彼女の《クラヴサン曲集》（1687年）は、フランスで出版されたチェンバロ作品の初期の例に数えられる。ジャケ・ド・ラ・ゲールの組曲は、フランソワ・クープランらと違って標題を持たず、また古風なプレリュード・ノン・ムジュレが開始楽章に置かれていること、全般的にポリフォニックであることなど、ルイ・クープランの作風にきわめて近い。このような特色のため、かつては「女だてらに衒学者」というレッテルが貼られたが、近年の古楽器ブームによって適切な演奏・解釈が試みられるようになった。
いっぽうジャケ・ド・ラ・ゲールは、フランスにおける「イタリア趣味」の初期の受容者のひとりであり、アルカンジェロ・コレッリの様式とフランス人の音楽趣味を巧みに折衷して、独自のトリオ・ソナタを残している。
ジャケ・ド・ラ・ゲールの宗教カンタータは、旧約聖書の女傑を題材としたもので占められる。また、フランスでは初めてオペラを書いた女性作曲家でもある(女性初の例は、フランチェスカ・カッチーニの『ルッジェーロの救出』(1625年))。
次のような作品がある。
- クラヴサンのための組曲 (2巻、第1集:1687年、第2集:1707年)
- オペラ《セファールとプロクリ Céphale et Procris 》(1694年)
- トリオ・ソナタ (1695年)
- ヴァイオリンとクラヴサンのためのソナタ (1707年)
- 一連の宗教カンタータ (1708年～1711年、計12曲) と世俗カンタータ (1715年頃)